# صرارة (الضالع)
صراره هي إحدى قرى الجمهورية اليمنية. تتبع جغرافيا لمحافظة الضالع و إداريًا لمديرية الحصين. يبلغ تعداد سكانها 1104 نسمة حسب الإحصاء الذي أجري عام 2004.